# Economia d'Armènia

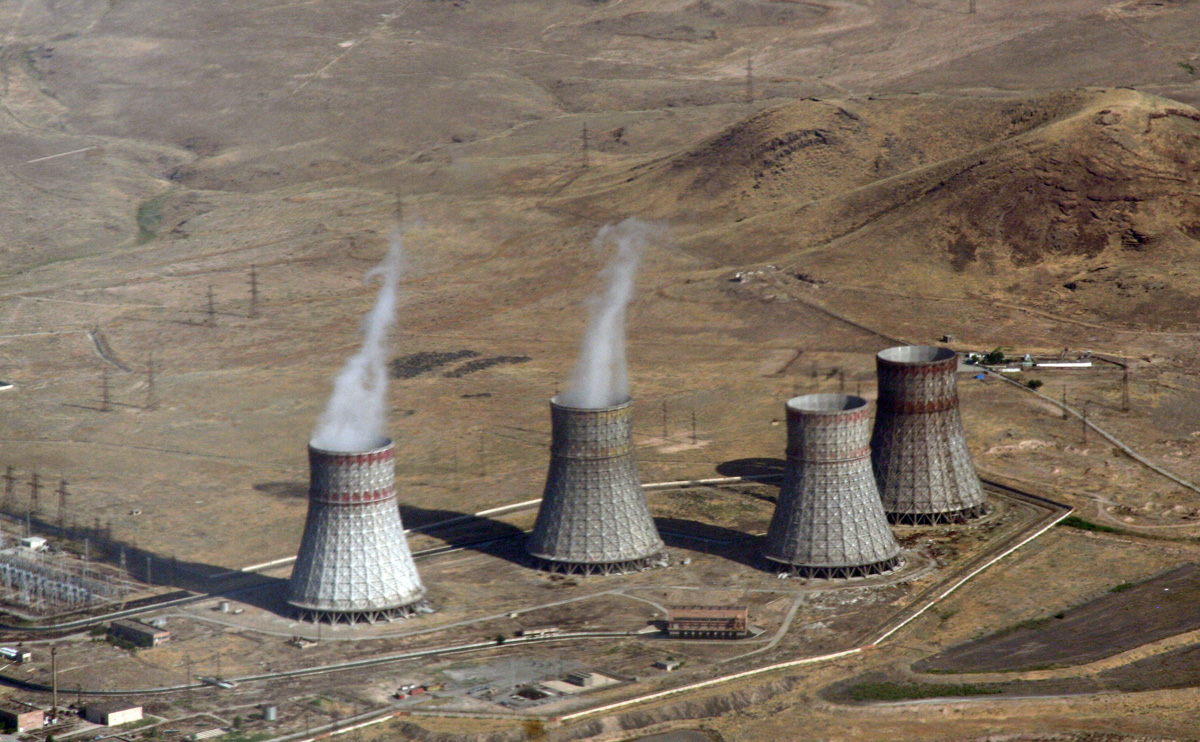
Central nuclear de Metsamor.

Després de diversos anys de creixement econòmic de dos dígits, Armènia va enfrontar una forta recessió l'any de 2009, amb el seu PIB sofrint una caiguda de 14% aquell any. La retracció en el sector de construcció civil i en els enviaments fets per treballadors armenis en l'exterior van ser les principals causes de la caiguda. L'economia va començar recuperar-se el 2010 amb gairebé 5% de creixement.
Durant el període soviètic amb economia planificada, Armènia va desenvolupar una forta indústria, subministrant màquines-eina, tèxtils i altres manufacturats a les altres repúbliques. Des del seu independència el país té s'ha tornat per una agricultura en petita escala, diferent del complex agrícola-industrial de l'era soviètica.
Des de la independència el 1991, Armènia té fet moltes reformes en l'economia, incloent privatitzacions, reformes en els preus i prudents reformes fiscals. Fins a la independència la seva economia era basada en la indústria - principalment productes químics, electrònics, processament d'aliments, goma sintètica i tèxtils.
El conflicte amb Azerbaidjan pel domini de la regió d'Alt Karabakh va contribuir per una caiguda de l'economia durant la dècada de 1990.